# Falfurrias (Texas)
Falfurrias es una ciudad ubicada en el condado de Brooks en el estado estadounidense de Texas. En el Censo de 2010 tenía una población de 4.981 habitantes y una densidad poblacional de 672,44 personas por km².

## Geografía
Falfurrias se encuentra ubicada en las coordenadas 27°13′28″N 98°8′43″O / 27.22444, -98.14528. Según la Oficina del Censo de los Estados Unidos, Falfurrias tiene una superficie total de 7.41 km², de la cual 7.41 km² corresponden a tierra firme y (0%) 0 km² es agua.

## Demografía
Según el censo de 2010, había 4.981 personas residiendo en Falfurrias. La densidad de población era de 672,44 hab./km². De los 4.981 habitantes, Falfurrias estaba compuesto por el 88.78% blancos, el 0.54% eran afroamericanos, el 0.48% eran amerindios, el 0.4% eran asiáticos, el 0% eran isleños del Pacífico, el 8.13% eran de otras razas y el 1.67% pertenecían a dos o más razas. Del total de la población el 91.99% eran hispanos o latinos de cualquier raza.